# 包勞奇
包勞奇是匈牙利的城鎮，位於該國中部，由費耶爾州負責管轄，面積55.18平方公里，主要經濟活動是農業和畜牧業，2011年人口3,527，其中約一半居民信奉天主教。

## 外部連結
- Street map （页面存档备份，存于） （匈牙利文）